# Starksia cremnobates
Starksia cremnobates är en fiskart som först beskrevs av Gilbert, 1890.  Starksia cremnobates ingår i släktet Starksia och familjen Labrisomidae. IUCN kategoriserar arten globalt som livskraftig. Inga underarter finns listade i Catalogue of Life.